# Sympycnus pulchritarsis
Sympycnus pulchritarsis är en tvåvingeart som beskrevs av Vanschuytbroeck 1951. Sympycnus pulchritarsis ingår i släktet Sympycnus och familjen styltflugor.
Artens utbredningsområde är Kongo. Inga underarter finns listade i Catalogue of Life.